# Zwartborstgrondvink
De zwartborstgrondvink (Asemospiza fuliginosa) is een zangvogel uit de familie Thraupidae (tangaren).

## Verspreiding en leefgebied
De soort komt voor in  Trinidad, Venezuela tot oostelijk Bolivia, het noordoosten van Brazilië en Argentinië.